# Emily Roeske
Emily Marie Roeske (Milwaukee, Wisconsin, 15 de julio de 1991) es una exactriz estadounidense, principalmente conocida por su papel como Sophie Piper en las tres primeras películas de la saga original de Disney Channel Halloweentown.

## Carrera
Emily Roeske comenzó su carrera actoral a finales de la década de 1990. Su papel más destacado fue el de Sophie Piper, la menor de los hermanos Piper, en las películas originales de Disney Channel Halloweentown (1998), Halloweentown II: Kalabar's Revenge (2001) y Halloweentown High (2004).
Tras su participación en estas películas, Roeske decidió retirarse de la actuación.

## Vida personal
Además de su carrera en la actuación, Roeske es una artista marcial destacada. Ha practicado karate desde temprana edad y ha competido a nivel nacional en torneos de artes marciales. Más adelante, trabajó como instructora de artes marciales en Arizona.
El 21 de abril de 2013, contrajo matrimonio con Mitch Chapman, y más tarde, tuvieron un hijo juntos. Desde entonces, ha llevado desde entonces una vida alejada del foco mediático.

## Filmografía

### Cine y televisión
- 1997 – Fell's Redeemer
- 1998 – Halloweentown – Sophie Piper
- 1998 – 3 Ninjas: High Noon at Mega Mountain – Lisa DiMarino
- 2001 – Halloweentown II: Kalabar's Revenge – Sophie Piper
- 2004 – Halloweentown High – Sophie Piper